# Tropiques (revue)
Pour l’article homonyme, voir Tropique.
Tropiques est une revue culturelle martiniquaise fondée en 1941 par Aimé Césaire, Suzanne Césaire et René Ménil. Elle est destinée à valoriser le surréalisme et la culture et la littérature noire-africaine et caribéenne. 
Au début des années 1940, Césaire propose à Henri Stehlé, botaniste travaillant en Martinique et Guadeloupe, d'effectuer une étude de la flore martiniquaise ce qui donne lieu à deux articles botaniques publiés dans Tropiques. Le premier papier est une synthèse des études de Stehlé sur la végétation antillaise (N° 2, 1941). Le deuxième article est une contribution à l'ethnobotanique antillaise et décrit l'origine des appellations populaires des plantes, où Stehlé détaille les histoires et légendes se rattachant à ces dénominations (N° 10, 1944). Dans un entretien accordé en 1978 à Jacqueline Leiner, Césaire explique que l'objectif d'inclure ces publications dans une revue littéraire était de permettre « à la Martinique de se recentrer » (en italiques dans l'original), et « d’entraîner les martiniquais à la réflexion » sur leur environnement proche.
Tropiques dénonce aussi le colonialisme, l'aliénation culturelle et le régime de Vichy représenté en Martinique par l'amiral Georges Robert. Cette revue anticolonialiste est jugée subversive par le régime de Vichy et interdite.